# Ampelisca albedo
Ampelisca albedo är en kräftdjursart. Ampelisca albedo ingår i släktet Ampelisca och familjen Ampeliscidae. Inga underarter finns listade i Catalogue of Life.